# Howard Clark (calciatore)
Howard William Clark (Coventry, 19 settembre 1968) è un ex calciatore inglese, di ruolo centrocampista.

## Carriera
Clark dopo aver giocato nelle giovanili del Wolverhampton si trasferisce in quelle del Coventry City, club della sua città natale, con cui nella stagione 1986-1987 vince una FA Youth Cup. Viene aggregato in pianta stabile alla prima squadra degli Sky Blues nel 1988, esordendo tra i professionisti in questa stessa stagione all'età di 20 anni in una partita della prima divisione inglese (il 5 novembre 1988 contro il West Ham Utd). Rimane nel club fino al 1991, giocando sempre in prima divisione ma in modo abbastanza sporadico: in tre stagioni di permanenza nella prima squadra del Coventry City, infatti, totalizza complessivamente 20 presenze ed un gol. Successivamente nel 1991 dopo un breve periodo in prestito al Darlington (con cui gioca 5 partite in terza divisione) si trasferisce allo Shrewsbury Town, con cui gioca per altre due stagioni tra terza e quarta divisione (categoria in cui il club retrocede al termine della stagione 1991-1992), per un totale di 56 presenze in incontri di campionato con la maglia degli Shrews. Successivamente gioca a livello professionistico per un altro biennio all'Hereford Utd in quarta divisione (55 presenze e 7 reti) per poi giocare con vari club semiprofessionistici nella Southern Football League (sesta divisione) fino al 1996, anno in cui all'età di 28 anni si ritira.
In carriera ha totalizzato complessivamente 136 presenze e 8 reti nei campionati della Football League.

## Palmarès

### Club

#### Competizioni giovanili
- FA Youth Cup: 1

Coventry City: 1986-1987